# カーネーション (オレゴン州)
カーネーション（英: Carnation）は、アメリカ合衆国オレゴン州ワシントン郡に属する非法人地域である。
フォレスト・グローヴ市の南、オレゴン州道47号線沿いに位置する。